# Eric Adams (músico)
Eric Adams (Auburn, 12 de julho de 1952) é um cantor estadunidense, vocalista da banda de heavy metal Manowar.

## Biografia
Nascido numa família de origem italiana, Eric Adams, nasceu em 1952 com o nome Louis Marullo. Começou a cantar aos 8 anos de idade no coral de uma igreja. Sua primeira banda se chamava "The Kidz", e era formada por ele e mais 3 garotos de Auburn, lançando, em 1965, um EP chamado Meet The Kidz.
Nos anos 70, Eric participou na banda "The Harlequins", e com eles também gravou um single.
Em 1980 forma, juntamente com o baixista Joey DeMaio, a banda Manowar, gravando o primeiro álbum, em 1982, Battle Hymns.
É conhecido por suas proezas vocais, tendo uma grande extensão vocal e grande fôlego, conseguindo segurar notas altas por mais de 40 segundos em seus shows. Sobre as suas influências, Eric diz que quando era garoto ia a todos os shows do Deep Purple, porque adorava a voz de Ian Gillan.
Eric, fora do Manowar, fez o DVD "Aventuras na Vida Selvagem" (Wild Life and Wild Times), que é sobre caça e pesca de animais selvagens. Adams é também profissional com o arco-e-flecha.

## Discografia
- Battle Hymns (1982)
- Into Glory Ride (1983)
- Hail To England (1984)
- Sign Of The Hammer (1984)
- Fighting The World (1987)
- Kings Of Metal (1988)
- The Triumph Of Steel (1992)
- Louder Than Hell (1996)
- Hell on Wheels (1997)
- Hell on Stage (1999)
- Warriors Of The World (2002)
- Sons of Odin (2006)
- Gods of War (2007)
- Gods of War Live (2007)
- Thunder in the Sky (2009)
- Magic - A Tribute to Ronnie James Dio (2010)
- The Lord of Steel (2012)